# 瘦海蜷

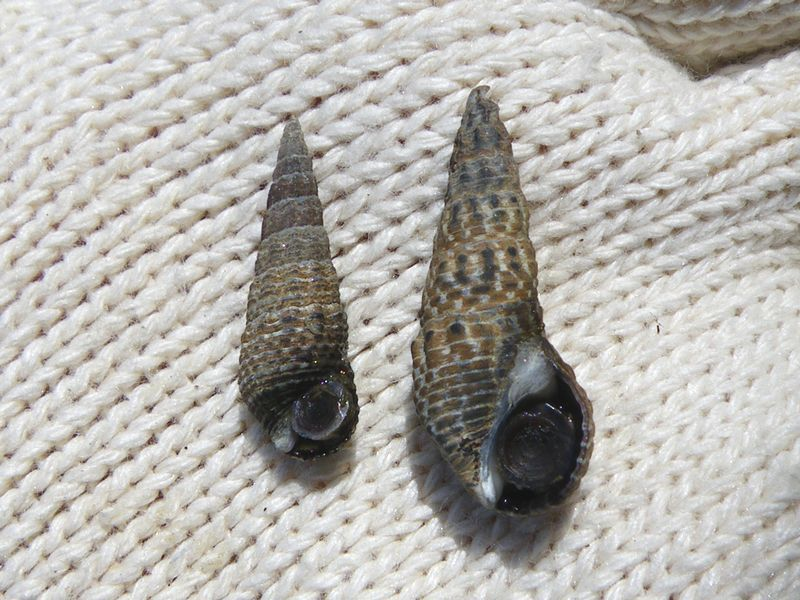
左邊是瘦海蜷，右邊是多型海蜷。

瘦海蜷（学名：Batillaria cumingii），又名紅酒螺、細海蜷或日本泥螺，是海蜷科海蜷属的一种海洋腹足纲软体动物物种。
這種海螺最常見於鹽沼及海洋、河口、河岸濕地及其他濕地的泥灘。常栖于内湾潮间带的岩石上。主要分布于越南、韩国、中国大陆、台湾及日本，並於1920年代至1930年代期間從日本擴散至北美洲西岸由華盛頓州至加州的海岸。由於瘦海蜷在美國擠壓了當地原住物種太平洋鐵針螺（Cerithideopsis californica），減低當地物種的生物多樣性的生存空間，所以被認為是一個入侵物種。
Batillaria cumingii (Crosse, 1862) is thought to be a synonym of Batillaria attramentaria.

## 形態描述
殼身大小及顏色多變，尖鉛，約20-30mm高，螺層8-10層。

## 分佈
瘦海蜷的原生海域北起俄羅斯遠東地區的千島群島及库页岛南部，南至香港。這物種被人類的活動帶到北美洲西海岸加拿大卑斯省的边界湾到美國加利福尼亞州埃爾克霍恩泥沼。

## 作为一种侵入性物种
这些物种可能在1920年和1930年之间的某个时候首次从日本引入美国加利福尼亚州。由于瘦海蜷在争夺食物的栖息地方面和生性方面的卓越能力，使得通常在加州出现的贝壳类数量发生剧烈和下降。该物种还将吸虫引入了这一地区，这也是该地区其他腹足纲的数量下降的一个原因。